# Deux Pistolets pour un lâche
Pour plus de détails, voir Fiche technique et Distribution.
Deux Pistolets pour un lâche (Il pistolero segnato da Dio) est un western spaghetti italien sorti en 1968, réalisé par Giorgio Ferroni (sous le pseudonyme de Calvin Jackson  Padget).

## Synopsis
En 1880 éleveurs et agriculteurs sont en conflit dans la petite ville de Clayton. Des vols et des assassinats rythment la vie.
Tony Murphy, orphelin de son père Jonathan, tué par l'éleveur sans scrupule Coleman, est pris en charge par un éducateur qui le confie à un pharmacien. Il admire Gary McGuire, un pistolero de cirque. Ce dernier est marqué par un traumatisme d'enfance : il a été accusé par son père de la mort accidentelle de son frère. De ce fait, il est incapable d'affronter un adversaire en duel. 
Pourtant tout le monde l'honore, parce qu'il aurait éliminé cinq bandits qui avaient cambriolé la banque. Owl Roy, organisateur du hold-up de la banque, vient au cirque, et tourne Gary en dérision. Roy apprend aussi de Gary que le père de Tony détenait une fortune, et que seul Tony sait où il se trouve. Tony, qui s'est échappé du contrôle de ses éducateurs, est enlevé et séquestré par Coleman, avec la complicité de Roy.
A la vue des menaces infligées au garçon, Gary parvient à se libérer de son traumatisme. Ayant vainement essayé d'organiser un posse, sur les conseils du shérif, blessé lors de l'échange de coups de feu avec les hommes de Coleman, il se retrouve seul pour attaquer le ranch. Son adresse au revolver et le soutien inattendu de ses collègues du cirque lui permettent de sauver Tony, de se débarrasser de Coleman et de renvoyer Owl Roy se faire pendre ailleurs.

## Fiche technique
- Titre français : Deux Pistolets pour un lâche ou 2 Pistolets pour un lâche ![1]
- Titre original italien : Il pistolero segnato da Dio
- Genre : western spaghetti
- Réalisation : Giorgio Ferroni (sous le pseudo de Calvin Jackson Padget)
- Scénario : Augusto Finocchi, Remigio Del Grosso (it)
- Musique : Carlo Rustichelli
- Production : G.V Produzioni
- Photographie : Sandro Mancori
- Montage : Giorgio Ferroni (non crédité)
- Décors : Pier Luigi Basile
- Costumes : Elio Micheli
- Maquillage : Anacleto Giustini
- Format d'image : 2.35:1
- Pays :  Italie
- Durée : 92 minutes
- Année de sortie : 1968
- Langue originale : italien
- Distribution en Italie : Augustus Film
- Date de sortie en salle en France : 10 septembre 1969[1]

## Distribution
- Anthony Steffen : Gary McGuire
- Richard Stapley : Coleman
- Giovanni Cianfriglia (sous le pseudo de Ken Wood) : Owl Roy
- Luisa Baratto (sous le pseudo de Liz Barett) : Maggie
- Andrea Bosic : Jonathan Murphy
- Tom Felleghy : Bloody
- Nello Pazzafini : Papà Brown, le présentateur du cirque
- Gia Sandri : Dora
- Massimo Righi (sous le pseudo de Max Dean) : Greg
- Marco Stefanelli : Tony Murphy
- Ennio Balbo : Thomas Clardige
- Rina Franchetti : l'épouse de Clardige
- Benito Stefanelli : shérif de Lewistown
- Luigi Marturano : un sbire de Roy
- Fedele Gentile : shérif de Clayton
- Lucio De Santis : Rudy
- Sal Borgese : un pistolero
- Riccardo Pizzuti : un bagarreur
- Furio Meniconi : Norton
- Ugo Adinolfi
- Valentino Macchi
- Enrico Chiappafreddo